# 第8回ゴールデンラズベリー賞
第8回ゴールデンラズベリー賞は、第60回アカデミー賞授賞式前日の1988年4月10日にハリウッド・ルーズベルト・ホテルで発表・授賞式が行われた。
『ビル・コスビーのそれ行けレオナルド』が最多受賞を飾っており、5部門ノミネートのうち作品賞を含む3部門で受賞を果たした。それに対し、それぞれ7部門でノミネートを受けていた『タフガイは踊らない』、『ジョーズ'87 復讐篇』は、結果もそれぞれ1部門のみの受賞にとどまった。

## 受賞とノミネートの一覧
受賞は太字、それ以外はノミネートである。

### 最低作品賞
- イシュタール
- ジョーズ'87 復讐篇
- ビル・コスビーのそれ行けレオナルド
- タフガイは踊らない
- フーズ・ザット・ガール

### 最低男優賞
- サメのブルース - ジョーズ'87 復讐篇
- ビル・コスビー - ビル・コスビーのそれ行けレオナルド
- ジャド・ネルソン - From the Hip
- ライアン・オニール - タフガイは踊らない
- シルヴェスター・スタローン - オーバー・ザ・トップ

### 最低女優賞
- ロレイン・ゲイリー - ジョーズ'87 復讐篇
- ソンドラ・ロック - ラットボーイ
- マドンナ - フーズ・ザット・ガール
- デブラ・サンドランド - タフガイは踊らない
- シャロン・ストーン - キング・ソロモンの秘宝2/幻の黄金都市を求めて

### 最低助演男優賞
- ビリー・バーティ - マスターズ/超空の覇者
- トム・ボスレー - おかしなおかしな成金大作戦
- マイケル・ケイン - ジョーズ'87 復讐篇
- マック・ドライデン & ジェミー・アルクロフト - おかしなおかしな成金大作戦
- デヴィッド・メンデンホール - オーバー・ザ・トップ

### 最低助演女優賞
- グロリア・フォスター - ビル・コスビーのそれ行けレオナルド
- ダリル・ハンナ - ウォール街
- マリエル・ヘミングウェイ - スーパーマンIV/最強の敵
- グレイス・ジョーンズ - シエスタ
- イザベラ・ロッセリーニ - シエスタ、タフガイは踊らない

### 最低監督賞
- ジェームズ・フォーリー - フーズ・ザット・ガール
- ノーマン・メイラー - タフガイは踊らない（分け）
- エレイン・メイ - イシュタール（分け）
- ジョセフ・サージェント - ジョーズ'87 復讐篇
- ポール・ウェイランド - ビル・コスビーのそれ行けレオナルド

### 最低脚本賞
- イシュタール - エレイン・メイ
- ジョーズ'87 復讐篇 - マイケル・デガズマ、原作のピーター・ベンチリー
- ビル・コスビーのそれ行けレオナルド - ジョナサン・レイノルズ、ビル・コスビー
- タフガイは踊らない - ノーマン・メイラー
- フーズ・ザット・ガール - アンドリュー・スミス、ケン・フィンクルマン

### 最低新人賞
- ガーベッジ・ペイル・キッズ：アリ・ゲーター、グレーザー・グレッグ、ナット・ナード、ファウル・フィル、メッシー・テッシー、ヴァレリー・ヴァミット、ウィンディ・ウィンストン - ダーティ・キッズ ぶきみくん
- デヴィッド・メンデンホール - オーバー・ザ・トップ
- バーバリアン・ブラザーズ：デイヴィッド & ピーター・ポール - グレート・バーバリアン
- デブラ・サンドランド - タフガイは踊らない
- ジム・バーニー - アーネスト キャンプに行く!

### 最低主題歌賞
- "El Coco Loco (So, So Bad)" - フーズ・ザット・ガール
- "I Want Your Sex" - ビバリーヒルズ・コップ2
- "Let's Go to Heaven in My Car" - ポリスアカデミー4 市民パトロール
- "Million Dollar Mystery" - おかしなおかしな成金大作戦
- "You Can Be a Garbage Pail Kid" - ダーティ・キッズ ぶきみくん

### 最低視覚効果賞
- アニマトロニクス担当：ジョン・ビュークラー - ダーティ・キッズ ぶきみくん
- 視覚効果監督：ヘンリー・ミラー - ジョーズ'87 復讐篇
- 視覚効果監督：ハリソン・エレンショウ、ジョン・エヴァンス - スーパーマンIV/最強の敵